# Fou de girls
Pour plus de détails, voir Fiche technique et Distribution.
Fou de girls (Girl Crazy) est un film musical américain en noir et blanc réalisé par Norman Taurog et Busby Berkeley, sorti en 1943. 
Il s'agit de la deuxième adaptation cinématographique de l'opérette Girl Crazy (1930).

## Synopsis
Les principaux intérêts du jeune Danny Churchill sont le vin, le chant et les filles, mais surtout pas les études. Son riche père n'a d’autre choix que de l'envoyer dans un lycée non mixte situé dans un endroit où il ne devrait pas y avoir de femmes à plusieurs kilomètres à la ronde. Mais il s'avère que le principal du lycée a une fille, Ginger Grey, dont Dany tombe immédiatement amoureux. Ginger a une rivale, Marjorie Tait, qui a elle aussi le béguin pour Danny. Ils se retrouvent à l'occasion d'un concours organisé par Danny pour élire la reine du rodéo...

## Fiche technique
- Titre : Fou de girls
- Titre original : Girl Crazy
- Réalisation : Norman Taurog et Busby Berkeley pour le numéro I Got Rhythm
- Scénario : Fred F. Finklehoffe, Dorothy Kingsley, William Ludwig et Sid Silvers (ces trois derniers non crédités), d'après la comédie musicale même titre (1930), sur un livret de Guy Bolton et Jack McGowan
- Producteur : Arthur Freed
- Société de distribution : Metro-Goldwyn-Mayer
- Directeurs de la photographie : William H. Daniels et Robert Planck
- Direction musicale : Georgie Stoll
- Musique : George Gershwin
- Paroles chansons : Ira Gershwin
- Adaptation musicale : Roger Edens
- Chorégraphie : Charles Walters
- Décors : Cedric Gibbons
- Costumes : Irene et Irene Sharaff
- Montage : Albert Akst
- Format : noir et blanc - 1.37:1 - son : Mono (Western Electric Sound System)
- Pays de production : États-Unis
- Langue d'origine : anglais
- Genre : Film musical et comédie
- Durée : 97 min
- Dates de sortie : 
  - États-Unis : 26 novembre 1943
  - France : 11 avril 1947

## Distribution
- Mickey Rooney : Danny Churchill Jr.
- Judy Garland : Ginger Gray
- Gil Stratton : Bud Livermore
- Robert E. Strickland : Henry Lathrop
- Rags Ragland : 'Rags'
- June Allyson : chanteuse
- Nancy Walker : Polly Williams
- Guy Kibbee : Dean Phineas Armour
- Frances Rafferty : Marjorie Tait
- Henry O'Neill : M. Danny Churchill Sr.
- Howard Freeman : le gouverneur Tait
- Tommy Dorsey et son orchestre

Acteurs non crédités :
- Irving Bacon : John
- Hazel Brooks : une showgirl
- Charles Coleman : le maître d'hôtel
- Peter Lawford : étudiant

## Source
- Fou de girls sur EncycloCiné